# شاوشینگ
شاوشینگ (به لاتین: Shaoxing) یک شهر مرکزی در جمهوری خلق چین است که در چجیانگ واقع شده‌است.

## خصوصیات
شاوشینگ ۸٬۲۷۹٫۱ کیلومترمربع مساحت و ۴٬۹۱۲٬۲۳۹ نفر جمعیت دارد.

## خواهرخوانده
شهرهای متپک و ادنسه خواهرخوانده‌های شاوشینگ هستند.